# Saint-Étienne-des-Oullières
Saint-Étienne-des-Oullières is een gemeente in het Franse departement Rhône (regio Auvergne-Rhône-Alpes). De plaats maakt deel uit van het arrondissement Villefranche-sur-Saône. In maart 2015 werd de gemeente overgeheveld van het kanton Belleville naar het kanton Gleizé. Saint-Étienne-des-Oullières telde op 1 januari 2022 2.236 inwoners.

## Geografie
De oppervlakte van Saint-Étienne-des-Oullières bedroeg op 1 januari 2022 9,66 vierkante kilometer; de bevolkingsdichtheid was toen 231,5 inwoners per km².

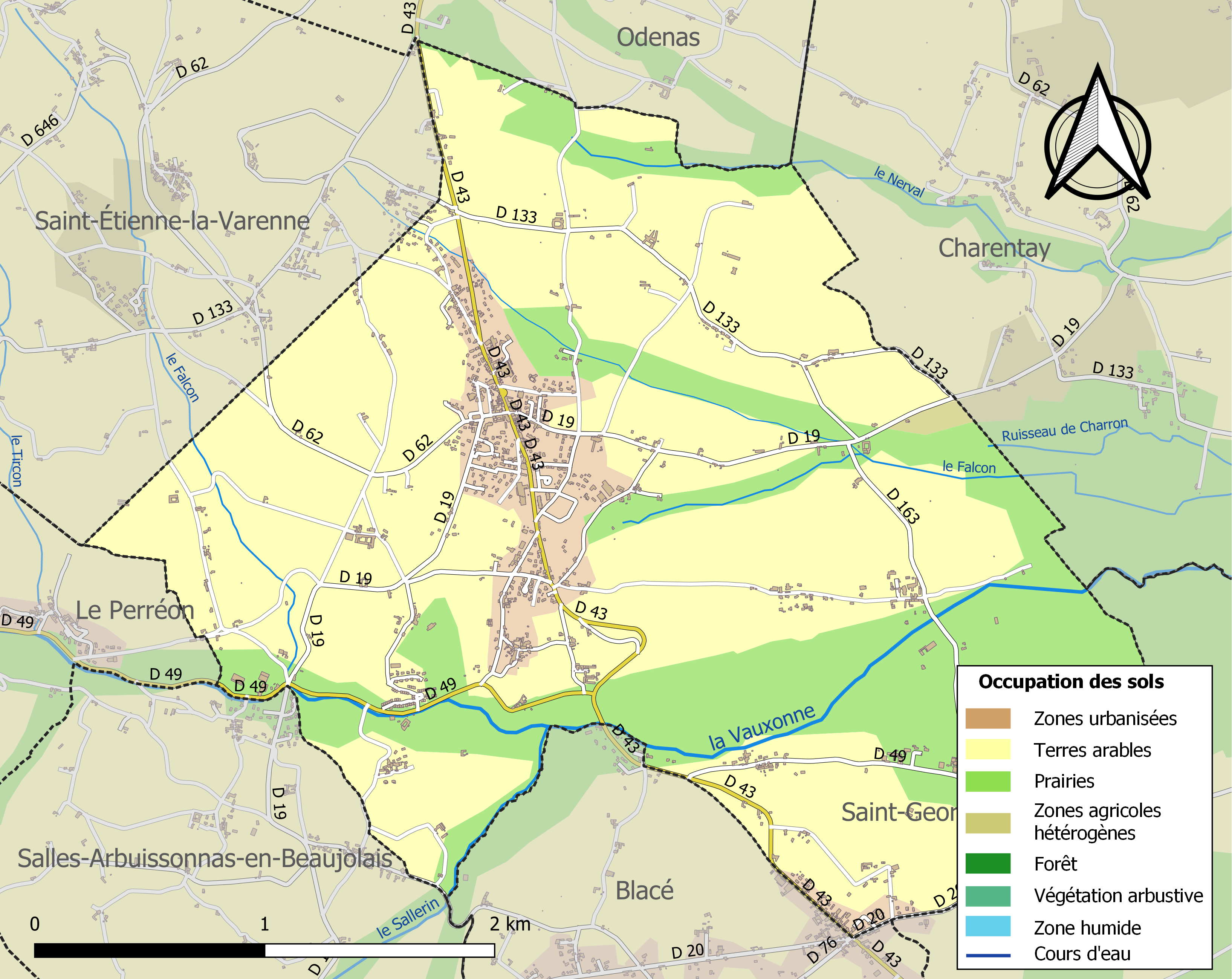
Kaart van de gemeente met de belangrijkste infrastructuur, bodemgebruik en omliggende gemeenten

## Demografie
Onderstaande figuur toont het verloop van het inwonertal (bron: INSEE-tellingen).